# Karl Schrader (Karikaturist)
Karl Schrader (* 30. August 1915 in Hildesheim, Prov. Hannover; † 20. Dezember 1981 in Ost-Berlin) war ein vor allem in der DDR bekannter Karikaturist.

## Leben
Nach dem Abitur besuchte er von 1935 bis 1938 die Kunstgewerbeschule in Hildesheim, um Gebrauchsgrafiker zu werden. 1938/1939 studierte er an der Staatlichen Akademie für graphische Künste und Buchgewerbe Leipzig. Ab 1939 nahm er als Soldat der Wehrmacht am Zweiten Weltkrieg teil. Aus der Kriegsgefangenschaft ging er in die Sowjetische Besatzungszone. Ab 1949 arbeitete er in Ostberlin als freischaffender Illustrator und Karikaturist. Seine erste Karikaturenfolge erschien am 4. August 1950 im Frischen Wind, der ersten Satirezeitschrift der DDR, weitere dann auch in dessen Nachfolger Eulenspiegel. Schrader illustrierte mit humoristischen Bildern auch Bücher für Erwachsene und für Kinder.
Schrader war Mitglied des Verbands Bildender Künstler der DDR. Er wurde 1975 mit dem Kunstpreis der DDR und dem Vaterländischen Verdienstorden in Silber ausgezeichnet.
Karikaturen Schraders befinden sich unter anderem in der Stiftung Museen für Humor und Satire, Königs Wusterhausen.

## Fotografische Darstellung Schraders
- Barbara Morgenstern: Karl Schrader (1976)[3]

## Werke (Auswahl)

### Karikaturen
- Weißt du, Helga, im Urlaub fühl ich mich wie ein Fürst (vor 1953)[4]
- … und welche Pläne haben sie Herr General? (von 1953)[5]
- Well, die Deutschen sind komische Leute (vor 1953)[6]
- Bundesfallschirmjäger (vor 1958)[7]
- Der Ritter vom Hosenbandorden (vor 1958)[8]
- 1. Mai (vor 1962)[9]
- Tja, jung müsste man sein! (vor 1962)[10]
- Schreibtischverbunden (vor 1962)[11]
- Es könnte schneller vorwärts gehen! (vor 1967)[12]
- „Du sollst dir deinen Vater mehr zum Vorbild nehmen!“ (1967)[13]

### Publikationen von Bildern Schraders
- Großstadtkinder. Verlag L. Ehlermann, Dresden 1949
- Johann, spann an!. Ehlermann, Dresden 1949
- Kalamitäten. Eulenspiegel-Verlag, Ost-Berlin 1955
- Das dicke Schrader-Buch. Eulenspiegel-Verlag, Ost-Berlin 1975. Herausgegeben von Horst Roatsch. ISBN 978-3-359-00273-4
- Acht bunte Blätter. Eulenspiegel-Verlag, Ost-Berlin 1976
- Aber Bello!. Eulenspiegel-Verlag, Ost-Berlin 1976
- Doktor Aibolit. Kinderbuchverlag Berlin, Ost-Berlin 1980. Mit Peter Abraham nach einem Märchen von Kornei Tschukowski.
- Probleme! Probleme! Eulenspiegel-Verlag, Ost-Berlin 1980
- Icke, dette, kieke mal. Kinderbuchverlag Berlin, Ost-Berlin 1983

### Buchillustrationen
- Nils Werner: Eichhörnchen Pinselohr. H. Schulze, Leipzig 1959
- Harald Hauser, Rudi Löbner: Häschen Schnurks. Postreiter-Verlag, Halle (Saale) 1960. Neuauflage vom Kinderbuch Verlag, Berlin 2001. ISBN 978-3-358-02261-0
- Fred Reinke: Uli und der Schneemann Max. Postreiter-Verlag, Halle (Saale) 1965
- Otto Häuser: Der brave Schüler Ottokar. Eulenspiegel-Verlag, Ost-Berlin 1967. ISBN 978-3-359-02266-4
- Carl-Ulrich Wiesner: Frisör Kleinekorte. Eulenspiegel-Verlag, Ost-Berlin 1968
- Hans Krause: Rendezvous mit der Zeit. Eulenspiegel-Verlag, Ost-Berlin 1969
- Hansgeorg Stengel: So ein Struwwelpeter. Kinderbuchverlag Berlin, Ost-Berlin 1970. Aktuelle 10. Neuauflage vom KinderbuchVerlag, Berlin 2010. ISBN 978-3-407-77085-1
- Arwed Bouvier: Solo für den Sperling. Eulenspiegel-Verlag, Ost-Berlin 1972
- Otto Häuser: Ottokar, der Weltverbesserer. Eulenspiegel-Verlag, Ost-Berlin 1973
- Alf Scorell: Die Schotenplantage. Eulenspiegel-Verlag, Ost-Berlin 1974
- Wolf Dietrich Hartmann: Zeit müsste man haben, Urania-Verlag Leipzig-Jena-Berlin 1974 und 1978
- Peter Brock: Ich bin die Nele. 1975, Neuauflage vom leiv Leipziger Kinderbuchverlag, Leipzig 2007. ISBN 978-3-89603-295-9
- Carl-Ulrich Wiesner: Herrensalon W. Kleinekorte. Eulenspiegel-Verlag, Ost-Berlin 1976
- Johannes Conrad: Mac wird gekitzelt. Eulenspiegel-Verlag, Ost-Berlin 1977
- Otto Häuser: Ottokar, der Gerechte. Eulenspiegel-Verlag, Ost-Berlin 1978
- Leonid Lentsch: Der Bestechliche in der Hölle. Eulenspiegel-Verlag, Ost-Berlin 1979
- Carl-Ulrich Wiesner: Frisör Kleinekorte in Venedig und anderswo. Eulenspiegel-Verlag, Ost-Berlin 1981
- Hiltrud Lind: Die Trompetentante (und andere Limericks von A bis Z). Kinderbuchverlag Berlin, Ost-Berlin 1986. ISBN 978-3-358-00903-1
- Hansgeorg Stengel: Schnurrpfeifland am Schnurrpfeifstrand. Kinderbuchverlag Berlin. ISBN 978-3-358-02162-0

## Ausstellungen (unvollständig)

### Personalausstellungen
- 1975: Berlin, Galerie am Prater

- 1976: Ludwigsfelde, Klubhaus „Arthur Ladwig“
- postum 1987: Berlin, Otto-Nagel-Haus („Paul Rosié, Erich Schmitt, Karl Schrader. Drei Berliner Zeichner“)

### Ausstellungsbeteiligungen
- 1948: Chemnitz, Schlossberg-Museum, und Glauchau, Stadt- und Heimatmuseum Glauchau („Mittelsächsische Kunstausstellung“)[14]
- 1953 bis 1983: Dresden, Dritte Deutsche Kunstausstellung bis IX. Kunstausstellung der DDR
- 1960 Berlin, Bezirkskunstausstellung
- 1977: Leipzig, Messehaus am Markt („Kunst und Sport“)
- postum 1985: Erfurt, Gelände der Internationalen Gartenbauausstellung („Künstler im Bündnis“)